# 胡貫
胡貫（1400年—1458年），字一貫，四川眉州人，明朝政治人物。

## 生平
治《書經》，年四十四歲中式正統七年壬戌科第三甲第四十八名進士。十二月二十八日生，行二，

## 家族
曾祖胡彥祥，祖胡允中，父胡志高，母黃氏；繼母阮氏。